# Zhoushan (köpinghuvudort i Kina, Zhejiang Sheng, lat 28,80, long 120,17)
Zhoushan (kinesiska: 舟山, 舟山镇) är en köpinghuvudort i Kina. Den ligger i provinsen Zhejiang, i den östra delen av landet, omkring 160 kilometer söder om provinshuvudstaden Hangzhou. Antalet invånare är 15 766. Befolkningen består av 7 696 kvinnor och 8 070 män. Barn under 15 år utgör 16,0 %, vuxna 15-64 år 68 %, och äldre över 65 år 14,0 %.
Runt Zhoushan är det ganska tätbefolkat, med 230 invånare per kvadratkilometer. Närmaste större samhälle är Guli, 16,3 km nordväst om Zhoushan. I omgivningarna runt Zhoushan växer i huvudsak blandskog.
Genomsnittlig årsnederbörd är 2 368 millimeter. Den regnigaste månaden är juni, med i genomsnitt 417 mm nederbörd, och den torraste är januari, med 69 mm nederbörd.